# 彼德拉萨尔瓦斯
彼德拉萨尔瓦斯，是西班牙埃斯特雷马杜拉卡塞雷斯省的一个市镇。总面积5平方公里，总人口183人（2001年），人口密度37人/平方公里。